# Józsa (keresztnév)
A Józsa női név eredetileg a János és a József férfinevek beceneve volt. A nyelvújítás korában használták először női névként a Jozefa és a Jozefina magyarítására.

## Gyakorisága
Az 1990-es években szórványos név, a 2000-es években nem szerepel a 100 leggyakoribb női név között.

## Névnapok
- február 14.[2]
- március 19.[2]
- szeptember 1.[2]

## Híres Józsák
- Hacser Józsa színésznő
- Lángos Józsa nemzetközi sakkmester